# Übersetzung (Linguistik)
Unter Übersetzung versteht man in der Sprachwissenschaft einerseits die Übertragung der Bedeutung eines (meist schriftlich) fixierten Textes einer Ausgangssprache in eine Zielsprache; anderseits versteht man darunter das Ergebnis dieses Vorgangs.
Zur besseren Unterscheidung wird das Produkt eines Übersetzungs- oder Dolmetschvorgangs (einer Translation) auch als Translat bezeichnet.
Die Übersetzung fällt gemeinsam mit dem Dolmetschen unter den Begriff Sprach- und Kulturmittlung (Translation). Der maßgebliche Unterschied zwischen Übersetzen und Dolmetschen liegt in der wiederholten Korrigierbarkeit des Translats. Wiederholte Korrigierbarkeit erfordert in aller Regel einen Zieltext, der in Schriftform oder auf einem Klangträger fixiert ist und somit wiederholt korrigiert werden kann, sowie einen in ähnlicher Weise fixierten Ausgangstext, den man wiederholt konsultieren kann. Liegt diese wiederholte Korrigierbarkeit vor, spricht man von einer Übersetzung. Ist jedoch der Ausgangstext oder der Zieltext nicht fixiert, weil er nur einmalig mündlich dargeboten wird, spricht man vom Dolmetschen. Veranschaulichen lässt sich das Prinzip anhand des Vom-Blatt-Dolmetschens: Hier liegt zwar der Ausgangstext schriftlich vor, aber der Zieltext ist nicht oder nur sehr eingeschränkt korrigierbar, da er nur gesprochen wird.
In der Sprachdidaktik wird häufig der Begriff Mediation verwendet. Im Unterschied zur Translation hebt der Begriff Mediation hervor, dass sich der Übersetzer oder Dolmetscher als Mediator in einer Vermittlungsposition zwischen zwei Personen befindet, die keine gemeinsame Sprache sprechen.

## Geschichte

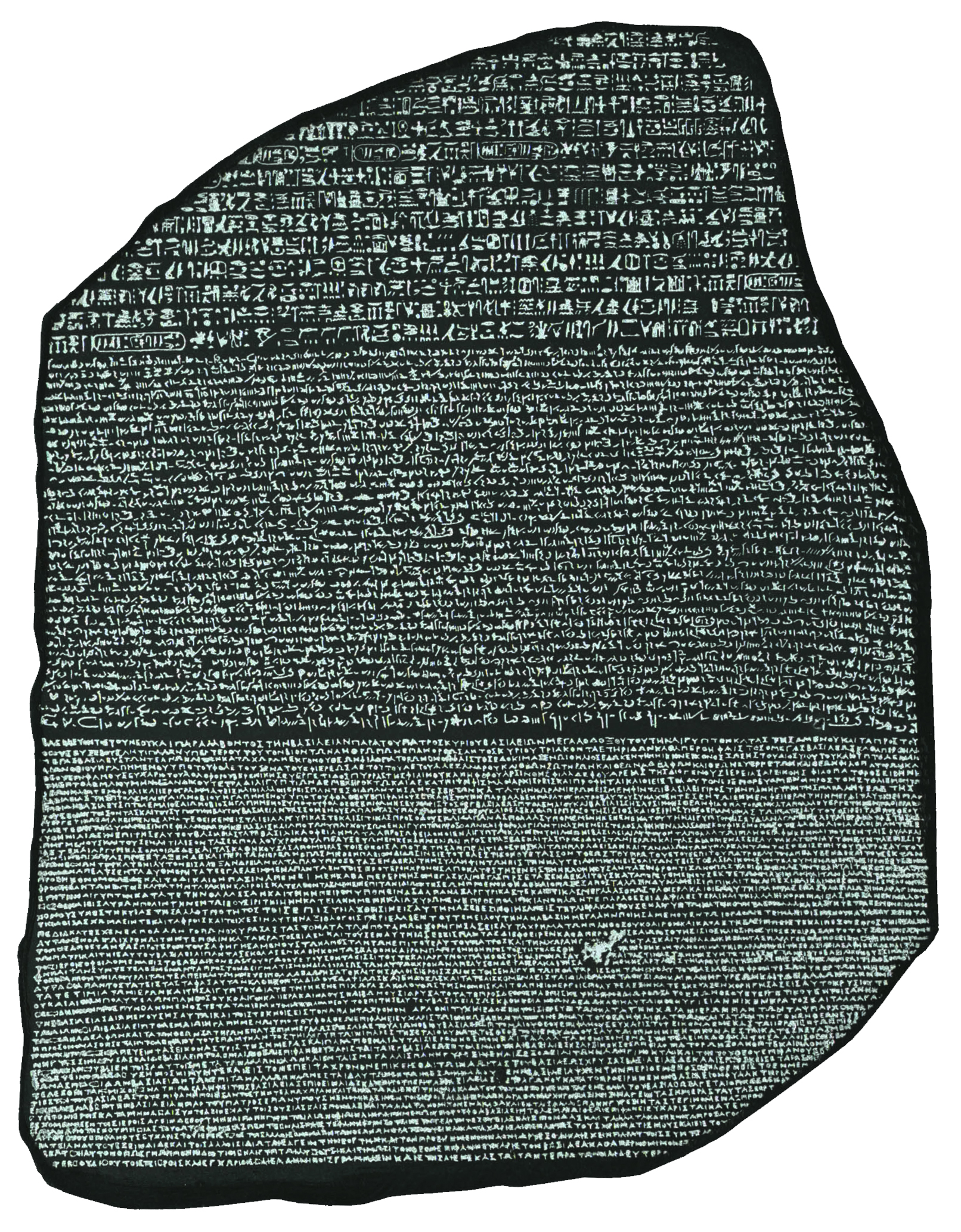
Stein von Rosette

Die Grundlage für die Entwicklung des Übersetzens bilden die Entstehung der Sprache vor etwa 100.000 Jahren und die Entstehung der Schrift vor etwa 5000 Jahren. Berühmte Übersetzungen sowie Orte und Zeiten besonderer übersetzerischer Aktivität können als Orientierungspunkte im Verlauf der Geschichte dienen. Zum Übersetzen in den Kulturen außerhalb Europas und des Mittelmeerraums ist bisher recht wenig bekannt. Die Geschichte des Dolmetschens, das mit großer Sicherheit älter ist als die Schrift und auch in Kulturen ohne Schrifttradition den kulturellen Austausch förderte, ist noch wenig erforscht.
247 v. Chr. entstand die Septuaginta, die erste Übersetzung der jüdischen Bibel aus dem Hebräischen ins Griechische. Der Legende nach wurde sie von 72 Übersetzern in 72 Tagen angefertigt. Auf etwa 196 v. Chr. wird der Stein von Rosette datiert, dessen Inschrift, ein priesterliches Dekret, in zwei Sprachen und drei Schriften ausgeführt ist: Ägyptisch in demotischer und in Hieroglyphen-Schrift sowie auf Griechisch. Dieses mehrsprachige Dokument half, die Hieroglyphen zu entschlüsseln.
Übersetzungen haben häufig eine zentrale Rolle beim Transfer von Wissen und Kulturtechniken zwischen verschiedenen Völkern gespielt. Dabei kam es zu bestimmten Zeiten zu Häufungen von Übersetzungen zwischen bestimmten Sprachen. Solche Konzentrationen können zum Teil dazu dienen, historische Wissensströme zu verfolgen. Ein Zentrum der Übersetzungstätigkeit war das antike Rom, wo vor allem griechische Literatur ins Lateinische übertragen wurde. Aus dieser Zeit sind theoretische Schriften über Literatur und Redekunst überliefert, die sich mit der noch Jahrhunderte später aktuellen Debatte über „wortgetreues“ oder „freies“ Übersetzen beschäftigen.
Eine prominente Figur in der Übersetzungsgeschichte ist Hieronymus (ca. 331–420 n. Chr.), der später heiliggesprochen wurde und als Schutzheiliger der Übersetzer gilt (Internationaler Tag des Übersetzens). Hieronymus wurde von Papst Damasus I. beauftragt, ausgehend von anerkannten griechischen Texten eine Übersetzung der Bibel ins Lateinische anzufertigen. Später übersetzte er das Alte Testament nochmals neu aus dem Hebräischen. Die von ihm erstellte lateinische Bibel, die Vulgata, war lange Zeit der maßgebliche Text für die römisch-katholische Kirche.
Im 9. und 10. Jahrhundert entstand in Bagdad ein weiterer Brennpunkt der Übersetzungstätigkeit. Vorrangig wurden wissenschaftliche Werke aus dem Griechischen ins Arabische übersetzt, etwa im Haus der Weisheit. Diese Übersetzungen sollten für die Entwicklung der Wissenschaft im mittelalterlichen Europa eine wichtige Rolle spielen, denn sie bildeten die Grundlage für ein weiteres Übersetzungszentrum, die „Schule von Toledo“. Hier wurden im 12. und 13. Jahrhundert Texte arabischen, sowie griechischen Ursprungs aus der arabischen in die lateinische und später in die spanische Sprache übersetzt.
Die Zeit der Renaissance, die im 14. Jahrhundert in Italien begann, markiert mit ihrem erneuten, verstärkten Interesse an den Texten der Antike einen Aufschwung des Übersetzens, der mit der verstärkten schriftlichen Wissensverbreitung durch die Weiterentwicklung des Buchdrucks bis in die Reformationszeit anhielt. Viele der Reformatoren waren Bibelübersetzer und der bekannteste im deutschsprachigen Raum ist Martin Luther. Luther vertrat die Auffassung, dass der Inhalt der Bibel so mit den Mitteln der deutschen Zielsprache ausgedrückt werden sollte, dass er für jeden verständlich wäre: in „natürlichem“, nicht an die grammatischen Strukturen der Ausgangssprachen gebundenen Deutsch. In seinem „Sendbrief vom Dolmetschen“ erklärt er seine Übersetzungsauffassung. Die lutherische Bibelübersetzung war für die Entwicklung und vor allem für die Standardisierung der deutschen Sprache von großer Bedeutung.
Eine weitere zentrale Epoche für die Übersetzung im deutschsprachigen Raum, deren Vertreter aber auch europaweit Bedeutung erlangten, ist die Romantik. Es spielten vor allem literarische Übersetzungen aus anderen europäischen Sprachen ins Deutsche eine Rolle, etwa die noch gelesene Schlegel-Tiecksche Shakespeare-Übersetzung. (Siehe Literarische Übersetzung) Zur Zeit der Romantik beschäftigten sich viele Intellektuelle auch theoretisch mit dem Übersetzen, so etwa Johann Wolfgang von Goethe, Friedrich Schleiermacher oder Wilhelm von Humboldt.
Im 20. Jahrhundert sind neben einem explosionsartigen Wachstum vor allem der Fachübersetzung durch den Ausbau der weltweiten Wirtschaftsbeziehungen auch eine zunehmende wissenschaftliche Theoriebildung, die Gründung von Ausbildungsstätten für Übersetzer und Dolmetscher sowie ihre Organisation in Berufsverbänden mit dem Ziel der Professionalisierung zu beobachten. Die Translatologie (Übersetzungswissenschaft) als Interdisziplin ist noch relativ jung.
Ältere übersetzungswissenschaftliche Ansätze neigen zum Teil zu der Auffassung, der Übersetzer solle möglichst alle Aspekte eines Ausgangstextes (wie Metaphern und Vergleiche, Hervorhebungsmuster und thematische Progression, Satzmuster, sprachliche Varietäten als Dialekt oder Soziolekt) gleichermaßen berücksichtigen. Die neueren Ansätze der Übersetzungswissenschaft fordern dagegen, dass die unterschiedlichen Aspekte des Ausgangstextes mit unterschiedlichen Prioritäten versehen werden müssen, damit die Übersetzung genau die vorher zu definierenden Anforderungen des Zieltextlesers erfüllt. Diese Anforderungen werden vor allem anhand von „textexternen Faktoren“ wie Ort und Zeit, Intention des Senders und Erwartung des Empfängers, Konventionen für bestimmte Textsorten in der Zielkultur bestimmt.
Im März 2018 teilte Microsoft mit, dass man in der Lage sei, mit einer künstlichen Intelligenz in gleicher Qualität zu übersetzen (in dem Fall von Chinesisch ins Englische) wie ein professioneller menschlicher Übersetzer. Damit sei der Durchbruch bei der maschinellen Übersetzung erzielt worden, den selbst Microsoft nicht so früh erwartet hatte.

## Problematik

### Doppelte Bindung
Das Kernproblem bei der Übersetzung war und ist das Problem der „doppelten Bindung“ des Übersetzers. Der Zieltext soll gleichzeitig eine erkennbare Rückbindung an den ausgangssprachlichen Text besitzen und die Anforderungen des Lesers des zielsprachlichen Textes erfüllen. In dieser doppelten Bindung liegt der Ursprung der Begriffe der rückwärts oder vorwärts (ausgangs- und zielsprachlich und -kulturell) orientierten Übersetzung. Entweder sollen dem Leser der Übersetzung die charakteristischen Eigenschaften der Ausgangskultur und -sprache nahegebracht werden, oder er soll mit einem in der Zielkultur und -sprache unauffälligen und seinen Zweck gut erfüllenden Text versorgt werden.
In der literarischen Übersetzung kann sich beispielsweise eine grammatische Struktur der Ausgangssprache als sehr charakteristisch für den Stil des Ausgangstextes herausstellen, durch eine wörtliche Übertragung würde im Zieltext jedoch ein auffällig vom gewohnten Sprachgebrauch abweichender Stil entstehen, der den Leser irritiert.

### Subjektivität
Beim Übersetzungsvorgang sind stets subjektive Faktoren beteiligt:
- bei der Entscheidung des Übersetzers zwischen Zieltextvarianten
- durch Gebundenheit des Übersetzers an kulturelle und soziale Hintergründe
- durch Rezeption und Interpretation des Ausgangstextes
- durch unterschiedliche methodisch-technische Vorentscheidungen für den Analyse- und Beurteilungsprozess
- durch die Meinung des Übersetzers (über Funktion, Zweck und Strategie der Übersetzung)

## Philosophische Implikationen
Die Übersetzung ist Thema der Hermeneutik, der Sprachphilosophie und der Erkenntnistheorie.
Die Hermeneutik thematisiert das Phänomen der Übersetzung als Erfahrung von Distanz und Andersartigkeit (Alterität). Der für die Hermeneutik so wichtige Umgang mit Überlieferung und Tradition schließt oft die Notwendigkeit der Übersetzung ein. Dabei haben verschiedene Philosophen darauf aufmerksam gemacht, dass der Übersetzer stets in seinem eigenen Horizont steht, in den er das Produkt seiner übersetzerischen Bemühungen einordnen muss. Ein bloßes Übertragen des Textinhaltes von der Quell- in die Zielsprache ist nicht möglich. Der Übersetzer muss sich entscheiden, ob er den notwendigerweise fremdartigen Text an die eigene Sprache angleicht und dessen Fremdartigkeit so zu verdecken versucht, oder ob er diese Fremdartigkeit gerade mit den Mitteln der eigenen Sprache nachbilden möchte. Beide Verfahren sind legitim, eine Entscheidung, welche Version „näher“ am Original ist, lässt sich nicht allein durch Verweis auf die Textgrundlage fällen.
Zur Frage der grundsätzlichen Übersetzbarkeit, also der Möglichkeit einer „Inhaltsübertragung“, vertritt etwa Willard Van Orman Quine die These von der Unbestimmtheit der Übersetzung, die besagt, dass zwischen mehreren möglichen Übersetzungsvarianten keine objektive Rangfolge festgelegt werden kann und dass Sprache im Allgemeinen stets nur im Kontext der Erfahrung interpretierbar ist.
Sowohl in der Translatologie als auch in der Übersetzungspraxis wird von einer grundsätzlichen Übersetzbarkeit zwischen natürlichen Sprachen ausgegangen, die sich zumindest auf den propositionalen Gehalt einer Äußerung, wenn auch möglicherweise nicht auf jede konnotative Bedeutung erstreckt.

„[Es] zeigt sich, dass in natürlichen menschlichen Sprachen im Prinzip alles ausgedrückt werden kann. Wenn es für bestimmte Begriffe oder Konzepte keine eigenen Lexeme gibt, so können sie auf andere Weise ausgedrückt werden, durch morphologische Strukturen oder Umschreibung, Paraphrase bzw. Rückgriff auf andere Konzepte.“

In der Sprachphilosophie ist das Problem der Übersetzung aufgrund der These von Interesse, dass sich das Wesen von Sprache, Bedeutung und Sinn gerade beim Übergang von einer Sprache in eine andere ergründen lässt.

## Kulturelle Übersetzung
Der Begriff der kulturellen Übersetzung basiert auf Walter Benjamins Aufsatz „Die Aufgabe des Übersetzers“. In der postkolonialen Lektüre dieses Textes hat Homi K. Bhabha die Übersetzung als „staging of cultural difference“ definiert. Gayatri Chakravorty Spivak hat aus einer ähnlichen Perspektive die Theorie und Praxis der Übersetzung als Form politischer Verantwortung gelesen. Federico Italiano und Michael Rössner haben ausgehend von einer postkolonialen Perspektive die kulturelle Übersetzung als performative Aushandlung von kulturellen Differenzen in einem Prozess der De- und Rekontextualisierung beschrieben.
Im deutschsprachigen Raum hat Doris Bachmann-Medick durch ihr Buch zu den Cultural Turns unter anderem den Akzent auf die Kultur als Übersetzung und Übersetzung als soziale und kulturelle Praxis gelegt. Dabei wertet der von ihr geprägte Begriff translational turn „Grenzbereiche und Zwischenräume als typische Übersetzungsräume“ auf.

## Literarische Übersetzung
Die literarische Übersetzung ist die wahrscheinlich bekannteste und in der Öffentlichkeit meistdiskutierte Erscheinungsform des Übersetzens, macht jedoch nur einen geringen Anteil des Übersetzungsmarktes aus. Im Vergleich zu Übersetzern von Gebrauchstexten erzielen literarische Übersetzer ein deutlich geringeres Einkommen, weshalb die Entscheidung für diesen Beruf wohl in den meisten Fällen in der persönlichen Begeisterung für Literatur oder für eine bestimmte Sprache und Kultur begründet ist.
Literarische Übersetzungen spielten und spielen eine bedeutende Rolle für den interkulturellen Austausch, das Bild anderer Kulturen in einer bestimmten Sprachgemeinschaft und die Entwicklung nationaler Kultur und Identität. Ein bekanntes Beispiel für die Bedeutung der Auseinandersetzung mit fremden Literaturen ist die Epoche der deutschen Romantik, in der, beispielsweise durch August Wilhelm Schlegel, Dorothea und Ludwig Tieck noch viel genutzte Übersetzungen von Werken europäischer Schriftsteller wie Shakespeare oder Cervantes entstanden.

„Übersetzen ist eine literarische Tätigkeit, der kaum je die ihr gebührende Aufmerksamkeit geschenkt wird. Das liegt in ihrem Wesen begründet. Eigentlich erfährt sie nur dann nennenswerte Aufmerksamkeit, wenn sie so schlecht gemacht ist, dass es vielen auffällt. Der gute Übersetzer übt sich nämlich in der Kunst des Unsichtbarwerdens und Verschwindens: Je besser seine Arbeit gelungen ist, desto weniger nimmt man ihn wahr. Die beste Übersetzung wäre eine, bei der man als Leser oder Hörer gar nicht mitbekommt, dass es sich um eine Übersetzung handelt – weil man den Eindruck hat, dass der Originalautor selbst in der übersetzten Sprache spricht, und zwar so, als wäre es seine eigene. Dieses Idealziel ist niemals hundertprozentig erreichbar, man kann sich ihm nur annähern. Ruhm und Anerkennung gibt es für den Übersetzer nur dann zu ernten, wenn er uneitel, genau und in dienender Funktion den Originalautor zur Geltung bringt – zur Geltung in einer anderen Sprache als dessen Muttersprache.“

Der jüdische Dichter Chaim Nachman Bialik, der aus vielen Sprachen ins Hebräische übersetzte, schrieb: Eine Übersetzung zu lesen sei wie die Braut durch den Schleier hindurch zu küssen.
Siehe auch Kategorie:Übersetzung (Literatur), ReLÜ

### Filmsynchronisation und Untertitelung
Einen Sonderfall als im weiteren Sinne literarische Übersetzung stellt die Synchronisation von Kino- und Fernsehfilmen dar. Die grundsätzlichen Probleme treffen hier auf weitere Einschränkungen, wie dies zeitliche und rhythmische Limitierung des Textes, Notwendigkeit des Einklangs von Subtexten mit dem Spiel der Akteure sind. Allerdings auch auf die Möglichkeit der nonverbalen Inhaltsvermittlung durch die stimmschauspielerische Nachempfindung des Originals. Somit kann eine werkgetreue Übersetzung mit den Mitteln der Synchronisation nur als Teamleistung von Textübersetzer, Dialogautor, Synchronregie und Sprecher stattfinden.
In den meisten Ländern werden fremdsprachige Filme untertitelt, was das Problemfeld vor allem auf die zeitliche Ebene verlagert. Das Zeitfenster ist insbesondere bei dialogreichen Werken meist zu knapp, um neben der reinen Informationsebene noch Subtexte, Wortspiele oder dergleichen berücksichtigen zu können.

## Technische Übersetzung
In der Technischen Kommunikation wird eher von Übersetzungstechnikern gesprochen, weil jegliche künstlerische Note unangebracht ist. Dabei tragen technische Übersetzer eine hohe Verantwortung für den übersetzten Text, deren Bedeutung und Interpretation. Eine Fehlinterpretation eines Lesers von technischen Dokumentationen, wie Gebrauchsanleitungen von Maschinen oder auch Packungsbeilagen für Medikamente kann sich unmittelbar auf Menschenleben oder Umwelt auswirken und zu Schäden führen. Ausschlaggebend ist der Ausgangstext, der möglichst unmissverständlich formuliert sein sollte. Trotzdem werden oft kreative und komplexe Satzstrukturen gebildet. Diese erschweren die Arbeit der Übersetzungstechniker unnötig und erhöhen gleichzeitig das Risiko von Fehlübersetzungen.

## Maschinelle Übersetzung
Durch „Maschinelle Übersetzung“ werden mittels eines Computerprogrammes – meist mit Hilfe künstlicher Intelligenz – Übersetzungen automatisch durchgeführt.
Beispiele für maschinelle Übersetzer sind der Google Übersetzer, Yandex.Translate, DeepL, deren Anwendung laut eigenen Angaben in Blindtests besser abschnitt als die Konkurrenz, sowie der Microsoft Translator (siehe auch Liste von maschinellen Übersetzern).
Microsoft Research hat im März 2018 eine Künstliche Intelligenz vorgestellt, die von Chinesisch ins Englisch nach eigener Angabe in gleicher Qualität übersetzen kann wie ein professioneller menschlicher Übersetzer. Die Übersetzung von Chinesisch ins Englische gilt als die schwierigste Art der Übersetzung. Nach Microsoft sei dies ein historischer Durchbruch, den man selbst bei Microsoft nicht so früh erwartet hätte.

## Urheberrecht
Das in Deutschland geltende Gesetz über Urheberrecht und verwandte Schutzrechte (Urheberrechtsgesetz) weist in § 3 Übersetzungen als persönliche geistige Schöpfungen und somit als geschützte Werke aus. „Übersetzungen und andere Bearbeitungen eines Werkes, die persönliche geistige Schöpfungen des Bearbeiters sind, werden unbeschadet des Urheberrechts am bearbeiteten Werk wie selbständige Werke geschützt.“

## Qualitätsnormen für den Übersetzungsprozess

### Allgemeines Qualitätsmanagement
Wie auf alle anderen Produktionsprozesse und Dienstleistungen können auf Übersetzungsprozesse Normen angewendet werden, die der Sicherung eines festgelegten Qualitätsniveaus dienen sollen. Das bekannteste Beispiel hierfür sind die Qualitätsmanagementnormen der ISO 9000-Normenreihe. Diese Normenreihe definiert allgemein einsetzbare Elemente für nachvollziehbare Qualitätssicherungsprozesse. Seit einiger Zeit existieren jedoch spezifische Normen für die Übersetzungsbranche.

### EN 15038 Übersetzungsdienstleistungen
DIN 2345 wurde von 2006 bis 2016 durch die EN 15038 „Übersetzungsdienstleistungen“, die als DIN-Norm DIN EN 15038 vorlag, ersetzt, womit eine Registrierung oder Zertifizierung nach DIN 2345 nicht mehr möglich war. Auftraggeber und Übersetzer konnten aber als freie Vertragspartner weiterhin auf diesen Text verweisen. Im Gegensatz zur DIN 2345 konzentriert sich die neue Norm stärker auf das Projektmanagement im Übersetzungsprozess und weniger auf die Übersetzung (Kernprozess) selbst. Dadurch sowie durch einen höheren Anteil an „Muss“-Bestimmungen ist die Norm für Einzelübersetzer schwerer einzuhalten als für Übersetzungsbüros. Hinter Festlegungen der DIN 2345 wie zu Mitwirkungspflichten des Kunden und zur erlaubten Verwendung der Übersetzung fällt die EN 15038 zum Teil zurück.
Gemäß EN 15038 erstrecken sich die Anforderungen an den Übersetzungsdienstleister auf folgende Bereiche:
- der Zweck und Einsatzbereich der Übersetzung
- die Dokumentation
- die personellen und technischen Ressourcen
- das Qualitäts- und Projektmanagement
- die vertraglichen Rahmenbedingungen
- die Arbeitsprozesse
- eventuell angebotene zusätzliche Dienstleistungen

Übersetzungsdienstleister können sich von verschiedenen akkreditierten Zertifizierungsdienstleistern hinsichtlich der EN 15038 zertifizieren lassen. Daneben gibt es speziell in Deutschland noch eine von DIN CERTCO geführte Datenbank, in der Unternehmen gegen eine geringe Gebühr gelistet werden, die eine Konformitätserklärung zur Einhaltung der Prozesse der EN 15038 abgegeben haben. Diese erhalten dann einen Registrierungsbescheid und dürfen mit dem Logo von DIN CERTCO werben. Allerdings erfolgt im Gegensatz zu einer Zertifizierung keine Prüfung durch DIN CERTCO. Das Angebot der Registrierung wird von vielen Unternehmen in der Branche und den Branchenverbänden kritisch gesehen, da leicht die Registrierung mit einer Zertifizierung verwechselt werden kann.
Ein wichtiger Vorteil der Norm war es, dass sie in 29 Ländern vorlag und damit die internationale Zusammenarbeit erleichterte. Die Norm war nicht unumstritten. Im Abschnitt „Vereinbarung zwischen dem Kunden und dem Übersetzungsdienstleister“ definiert die EN 15038 die Dienstleistungsspezifikation.

### ISO 17100 Übersetzungsdienstleistungen
Im Jahr 2015 wurde die Norm ISO 17100, die auf EN 15038 basiert, durch das Europäische Komitee für Normung als Ersatz für EN 15038 angenommen und in Deutschland 2016 veröffentlicht.